# Adriana Fabbri Seroni
Adriana Fabbri Seroni ou simplement Adriana Seroni, née le 9 juin 1922 à Florence et morte le 9 avril 1984, est une femme politique italienne, membre du Parti communiste italien (PCI), journaliste et députée de 1972 à 1984.

## Biographie
Adriana Fabbri Seroni étudie les lettres puis embrasse le métier de journaliste. Elle a toujours défendu les droits des femmes.
En 1972, Seroni est élue à la Chambre des députés pour le Parti communiste italien (PCI) et y reste jusqu'à sa mort en 1984.